# Khagrachhari (Distrikt)
Der Distrikt Khagrachhari (Bengalisch: খাগড়াছড়ি জেলা, Khāgaṛāchaṛi jelā) ist ein Verwaltungsdistrikt im südöstlichen Bangladesch in der Division Chittagong. Die Distriktshauptstadt ist Khagrachhari. Der Distrikt hat 613.917 Einwohner (Volkszählung 2011).

## Geografie
Der 2749,16 km² große Distrikt grenzt im Norden an den indischen Bundesstaat Tripura, im Osten an den Nachbardistrikt Rangamati, im Süden abermals an Rangamati und Chittagong und im Westen an Chittagong und Tripura.
Die wichtigsten Gewässer des von Wäldern und Bergen dominierten Distrikts sind der Mataipukhiri-See, sowie die Flüsse Feni, Chingri, Maini und Halda. Der Distrikt ist Teil der Bergregion Chittagong Hill Tracts.

### Natur und Tierwelt
Die natürliche Vegetation besteht aus Regenwäldern, Laubwäldern, Bambuswäldern, Farnen und Grasland.
Zur Tierwelt gehören Elefanten, Leoparden, Wildkatzen, wilde Hunde und mehr als 600 verschiedene Vogelarten. Flora und Fauna entsprechen derjenigen des Nachbarstaats Myanmar und nicht der indischen Pflanzenwelt und Tierwelt.
Häufig werden Agrarflächen durch Brandrodung (bengalisch Jhum) geschaffen. Dies und die Bodenerosion in Gebieten mit Entwaldung sind die Hauptgründe für die Veränderung der Landschaft.

### Klima
Das Klima ist subtropisch und die Temperaturen schwanken zwischen 13 und 34,5 °Celsius. Die durchschnittliche jährliche Regenmenge beträgt 3031 mm. Die durchschnittliche Luftfeuchtigkeit beträgt um die 70 %. In den Monaten von November bis März fällt wenig Regen. Juni, Juli und August sind die Monate mit dem meisten Regen.

## Geschichte
Im 9. Jahrhundert war das Gebiet ein Teil des Königreichs von Arakan. Später im Mittelalter gehörte es als Vasallengebiet Mrauk U zum Sultanat von Bengalen und danach zum Mogulreich. Zeitweise wurde die Region allerdings auch vom Königreich Arakan und vom Fürstenstaat Tippera (auch Tripura genannt) beherrscht. Von 1666 an zahlten die örtlichen Herrscher Tribut an das Mogulreich. Das geschwächte Mogulreich überließ das Gebiet 1760 den Briten. Von da an bis 1860 beschränkten sich diese auf die Zahlung von jährlichen Abgaben. Das Gebiet wurde 1860 Teil der Präsidentschaft Bengalen. Doch konnte das Gebiet des heutigen Distrikts Khagrachhari erst 1891 endgültig unterworfen werden. Danach war es Teil des Gebiets Chittagong Hill Tracts. Seit der Unabhängigkeit von den Briten war es Teil von Ostpakistan, das 1971 zu Bangladesch wurde. Die Bergvölker standen im Unabhängigkeitskrieg von Ostpakistan (heute Bangladesch) eher zum bisherigen Staat Pakistan, da sie den starken bengalischen Druck in ihre Siedlungsgebiete verringern wollten. Der Distrikt entstand 1983 durch Aufspaltung des bisherigen Distrikts Chittagong Hill Tracts in verschiedene Distrikte.

## Bevölkerung

### Bevölkerungsentwicklung
Wie überall in Bangladesch wächst die Einwohnerzahl im Distrikt seit Jahrzehnten stark an. Ein spezielles Problem für die einheimische Bevölkerung ist die Zuwanderung von zahlreichen Bengalen. Weniger als die Hälfte der Bevölkerung sind im Distrikt geboren.

### Bedeutende Orte
Einwohnerstärkste Ortschaft innerhalb des Distrikts ist der Distriktshauptort Khagrachhari. Weitere Städte (Towns) sind Boalkhali, Manikchhari, Matiranga, Panchhari und Ramgarh. Die städtische Bevölkerung macht insgesamt 35,15 Prozent der gesamten Bevölkerung aus.

### Verteilung Stadt und Landbevölkerung
Khagrachhari gehört zu den stark ländlich geprägten Distrikten innerhalb des Landes. Die Verteilung:
| Stadt- und Landbevölkerung im Distrikt Khagrachhari                          |                   |                   |                   |                   |                   |                   |                   |                   |                   |                   |
|                                                                              | Volkszählung 1974 | Volkszählung 1974 | Volkszählung 1981 | Volkszählung 1981 | Volkszählung 1991 | Volkszählung 1991 | Volkszählung 2001 | Volkszählung 2001 | Volkszählung 2011 | Volkszählung 2011 |
| Anzahl                                                                       | Anteil            | Anzahl            | Anteil            | Anzahl            | Anteil            | Anzahl            | Anteil            | Anzahl            | Anteil            |                   |
| GESAMT                                                                       | 188.975           | 100 %             | 278.461           | 100 %             | 342.488           | 100 %             | 525.664           | 100 %             | 613.917           | 100 %             |
| STADT                                                                        | k. Ang.           |                   | 70.565            | 25,34 %           | 109.710           | 32,03 %           | 171.035           | 32,54 %           | 215.808           | 35,15 %           |
| LAND                                                                         | k. Ang.           |                   | 207.896           | 74,66 %           | 232.778           | 67,97 %           | 354.629           | 67,46 %           | 398.109           | 64,85 %           |
| Quelle: Zila Khagrachhari bei der Volkszählung 2011, Tabelle PT-01, Seite 18 |                   |                   |                   |                   |                   |                   |                   |                   |                   |                   |

### Bevölkerung des Distrikts nach Geschlecht
Wie in vielen Teilen Bangladeschs ist der Anteil der weiblichen Bevölkerung niedriger als die Anzahl männlicher Bewohner.
| Verteilung der Bevölkerung nach Geschlecht im Distrikt Khagrachhari          |                   |                   |                   |                   |                   |                   |                   |                   |                   |                   |
|                                                                              | Volkszählung 1974 | Volkszählung 1974 | Volkszählung 1981 | Volkszählung 1981 | Volkszählung 1991 | Volkszählung 1991 | Volkszählung 2001 | Volkszählung 2001 | Volkszählung 2011 | Volkszählung 2011 |
| Anzahl                                                                       | Anteil            | Anzahl            | Anteil            | Anzahl            | Anteil            | Anzahl            | Anteil            | Anzahl            | Anteil            |                   |
| GESAMT                                                                       | 188.975           | 100 %             | 278.461           | 100 %             | 342.488           | 100 %             | 525.664           | 100 %             | 613.917           | 100 %             |
| Männer                                                                       | 98.636            | 52,20 %           | 148.468           | 53,32 %           | 180.270           | 52,64 %           | 277.614           | 52,81 %           | 313.793           | 51,11 %           |
| Frauen                                                                       | 90.339            | 47,80 %           | 129.993           | 46,68 %           | 162.218           | 47,36 %           | 248.050           | 47,19 %           | 300.124           | 48,89 %           |
| Quelle: Zila Khagrachhari bei der Volkszählung 2011, Tabelle PT-02, Seite 18 |                   |                   |                   |                   |                   |                   |                   |                   |                   |                   |

### Volksgruppen
Es gibt immer mehr bengalische Zuwandernde. Diese sind heute die stärkste Bevölkerungsgruppe. Dennoch zählten sich bei der letzten Volkszählung 2011 noch 316.987 Menschen (51,64 Prozent der Einwohnerschaft) zu den «tribals», der Stammesbevölkerung. Sie werden von der Regierung von Bangladesch unter dem Sammelbegriff Jumma geführt. In Wirklichkeit beinhaltet dieser Begriff eine äußerst vielfältige Anzahl Völker. Im Distrikt sind dies die elf Völker der Chakma (161960 Personen im Distrikt), Tripuri (86196 Leute), Marma (67011 Personen im Distrikt), Murong, Bawm, Tanchangya, Chak, Khyang, Khumi, Lushei und Pankho. In den Subdistrikten Dighinala (65389 der 103392 Einwohner), Khagrachhari Sadar (68952 der 111833 Einwohner), Lakhsmichhari (20913 der 25994 Einwohner), Mahalchhari (35252 der 50757 Einwohner) und Panchhari(41797 der 62198 Einwohner) sind sie deutlich in der Mehrheit. In den Subdistrikten Dighinala und Lakhsmichhari sind die Marma die Bevölkerungsmehrheit mit 57598 Personen (57,60 Prozent der Bevölkerung) resp. 14680 Menschen (56,47 Prozent der Bevölkerung). In allen anderen Subdistrikten leben mehrere Minderheitenvolksgruppen – ohne die Bevölkerungsmehrheit zu stellen.

### Religion
Heutzutage ist aufgrund der Zuwanderung von meist muslimischen Bengalen eine relative Mehrheit Anhängerschaft des Islams. Doch leben in Khagrachhari, im Gegensatz zum übrigen von Muslimen dominierten Land, eine bedeutende Anzahl von Buddhisten und Hindus. In drei der acht Upazilas sind die Muslime in der Mehrheit. In drei Upazilas stellen die Buddhisten die absolute, in zwei weiteren Upazilas die relative Mehrheit der jeweiligen Einwohnerschaft.
| Jahr                                                                         | Buddhisten | Buddhisten | Christen | Christen | Hindus  | Hindus  | Muslime | Muslime | Andere | Andere | Gesamt  | Gesamt   |
| Jahr                                                                         | Zahl       | Anteil     | Zahl     | Anteil   | Zahl    | Anteil  | Zahl    | Anteil  | Zahl   | Anteil | Zahl    | Anteil   |
| ---------------------------------------------------------------------------- | ---------- | ---------- | -------- | -------- | ------- | ------- | ------- | ------- | ------ | ------ | ------- | -------- |
| 1981                                                                         | 139.166    | 49,98 %    | 637      | 0,23 %   | 48.160  | 17,29 % | 89.630  | 32,19 % | 868    | 0,31 % | 278.461 | 100,00 % |
| 1991                                                                         | 121.631    | 35,51 %    | 939      | 0,27 %   | 57.158  | 16,69 % | 162.504 | 47,45 % | 256    | 0,07 % | 342.488 | 100,00 % |
| 2001                                                                         | 206.473    | 39,28 %    | 3745     | 0,71 %   | 86.351  | 16,43 % | 228.753 | 43,52 % | 342    | 0,06 % | 525.664 | 100,00 % |
| 2011                                                                         | 231.309    | 37,68 %    | 4070     | 0,66 %   | 103.195 | 16,81 % | 274.258 | 44,67 % | 1085   | 0,18 % | 613.917 | 100,00 % |
| Quelle: Zila Khagrachhari bei der Volkszählung 2011, Tabelle PT-14, Seite 22 |            |            |          |          |         |         |         |         |        |        |         |          |

In den acht Upazilas (Subdistrikten) sieht die Verteilung folgendermaßen aus:
| Bevölkerung in den Upazilas des Distrikts nach Religion |           |         |         |        |         |            |            |          |          |        |        |
| Upazila                                                 | GESAMT    | Muslime | Muslime | Hindus | Hindus  | Buddhisten | Buddhisten | Christen | Christen | Andere | Andere |
| Upazila                                                 | Einwohner | Anzahl  | Anteil  | Anzahl | Anteil  | Anzahl     | Anteil     | Anzahl   | Anteil   | Anzahl | Anteil |
| Dighinala                                               | 103.392   | 34.641  | 33,50 % | 9.650  | 9,33 %  | 58.679     | 56,75 %    | 416      | 0,40 %   | 6      | 0,01 % |
| Khagrachhari Sadar                                      | 111.833   | 36.599  | 32,73 % | 28.590 | 25,56 % | 44.574     | 39,86 %    | 2049     | 1,83 %   | 21     | 0,02 % |
| Lakhsmichhari                                           | 25.994    | 4662    | 17,93 % | 653    | 2,51 %  | 20638      | 79,40 %    | 28       | 0,11 %   | 13     | 0,05 % |
| Mahalchhari                                             | 50.757    | 13.662  | 26,92 % | 5348   | 10,54 % | 31.465     | 61,99 %    | 230      | 0,45 %   | 52     | 0,10 % |
| Manikchhari                                             | 61.589    | 40.536  | 65,82 % | 6277   | 10,19 % | 14.308     | 23,23 %    | 432      | 0,70 %   | 36     | 0,06 % |
| Matiranga                                               | 126.477   | 84.026  | 66,44 % | 28.996 | 22,93 % | 12.721     | 10,06 %    | 465      | 0,37 %   | 269    | 0,21 % |
| Panchhari                                               | 62.198    | 18.816  | 30,25 % | 12.364 | 19,88 % | 30.294     | 48,71 %    | 286      | 0,46 %   | 438    | 0,70 % |
| Ramgarh                                                 | 71.677    | 41.316  | 57,64 % | 11.317 | 15,79 % | 18.630     | 25,99 %    | 164      | 0,23 %   | 250    | 0,35 % |
| Quelle: Ergebnis der Volkszählung 2011                  |           |         |         |        |         |            |            |          |          |        |        |

## Bildung
Es gibt keine Universität im Distrikt, aber mehrere Colleges. Zum staatlichen Bildungswesen gehören noch die Primarschulen und Sekundarschulen. Daneben gibt es Privatschulen und wenige Religionsschulen (Medressen).
Dennoch befindet sich der Bildungsstand auf tiefem Niveau. Nur 66,72 Prozent der 5-9-Jährigen und 80,47 Prozent der 10-14-Jährigen besuchten (2011) die Schule. Eher ungewöhnlich für die Region ist die Tatsache, dass prozentual mehr Mädchen wie Jungen zur Schule gehen.
Am Ende der Kolonialzeit bestand fast die gesamte Bevölkerung aus Analphabeten. Dies änderte sich in der Zeit als das Gebiet Teil von Ost-Pakistan war, nur wenig. Trotz bedeutender Anstrengungen ist das Ziel der vollständigen Alphabetisierung noch weit entfernt. Dazu kommen gewaltige Unterschiede. Während bei den Männern in den Städten mehr als 3 von 5 lesen und schreiben können, ist dies bei den Frauen auf dem Land bei 1 von 3 Personen der Fall. Die Entwicklung zeigt folgende Tabelle:
| Alphabetisierung im Distrikt Khagrachhari                                                         |                   |                   |                   |                   |
| Einheit                                                                                           | Volkszählung 1991 | Volkszählung 2001 | Volkszählung 2011 | Volkszählung 2011 |
| Einheit                                                                                           | Anteil            | Anteil            | Anzahl            | Anteil            |
| GESAMT                                                                                            | 24,3 %            | 38,6 %            | 235.128           | 46,11 %           |
| Männer                                                                                            | 32,0 %            | 46,2 %            | 135.288           | 51,88 %           |
| Frauen                                                                                            | 15,5 %            | 30,1 %            | 99.840            | 40,07 %           |
| STADT GESAMT                                                                                      | 35,2 %            | 50,3 %            | 103.862           | 56,95 %           |
| Stadt-Männer                                                                                      | 44,0 %            | 57,3 %            | 59.197            | 62,18 %           |
| Stadt-Frauen                                                                                      | 24,1 %            | 41,7 %            | 44.665            | 51,23 %           |
| LAND GESAMT                                                                                       | 19,1 %            | 32,8 %            | 131.266           | 40,08 %           |
| Land-Männer                                                                                       | 25,9 %            | 40,3 %            | 76.091            | 45,96 %           |
| Land-Frauen                                                                                       | 11,7 %            | 24,7 %            | 55.175            | 34,06 %           |
| Quelle: Zila Khagrachhari bei der Volkszählung 2011, Tabellen PT-15, Seite 22 und P-07, Seite 187 |                   |                   |                   |                   |

## Verwaltung
Der Distrikt Khagrachhari ist derzeit in acht so genannte Upazilas unterteilt: Dighinala, Khagrachhari Sadar, Lakhsmichhari, Mahalchhari, Manikchhari, Matiranga, Panchhari und Ramgarh. Innerhalb dieser Verwaltungsunterteilung gibt es mit Khagrachhari Sadar, Matiranga und Ramgarh drei selbstverwaltende Städte (municipality), 38 Union Parishads (Dorfräte) und 1706 Dörfer.

## Wirtschaft
Von den Erwerbstätigen arbeitet die Mehrheit in der Landwirtschaft. Insgesamt gibt es (2011) 458.211 Personen, die älter als 10 Jahre alt sind. Von diesen sind 125.495 Personen in der Schule, 6339 Menschen auf Arbeitssuche und 138.650 Menschen arbeiten in einem Haushalt. 187.727 Personen sind erwerbstätig. Davon arbeiten 121.539 (=64,7 Prozent) Personen in Landwirtschaft und Fischerei, 6620 in der Industrie und 59.568 Menschen im Bereich Dienstleistungen.
Landwirtschaftliche Haupterzeugnisse sind Reis, Mais, Ingwer und Kurkuma (Gelbwurz). Als am meisten verbreiteten Obstsorten gelten Papayas, Bananen, Ananas, Jackfrucht, Mangos, Litchis, Kokosnüsse und Limonen. Die Hauptexporterzeugnisse sind Gummi, Baumwollprodukte, Ingwer, Kurkuma, Ananas und Holz.

## Gesundheit
Es gibt ein einziges Krankenhaus und in jedem Unterbezirk ein Gesundheitszentrum. Auf örtlicher Ebene gibt es zudem kleinere Gesundheitszentren und Familienplanungszentren.

## Verkehr
Im ganzen Distrikt gibt es keine einzige Bahnlinie. Daher wickelt sich der regionale Verkehr meist mit Autorikschas und Kleinbussen und der überregionale Verkehr mit Bussen ab.